# 波多野博
波多野 博（はたの ひろし）は、日本の俳優。

## 出演

### 映画
- 「水戸黄門漫遊記」（1954年2月24日） - 六造
- 「笛吹若武者」（1955年12月4日） - 公達知章
- 「獅子丸一平 第四部・完結篇」（1956年10月9日） - 小弥太
- 「恋染め浪人」（1957年1月22日） - 大塚小助
- 「海賊奉行」（1957年2月25日） - 侍
- 「魔の紅蜥蜴」（1957年7月23日） - 安藤左衛門
- 「任侠東海道」（1958年1月3日） - 江尻の藤太郎
- 「一心太助 天下の一大事」（1958年10月22日）- 魚太
- 「あばれ街道」（1959年3月25日） - 群集
- 「ゆうれい小判」（1959年4月15日） - 太助
- 「おしどり道中」（1959年4月22日） - 伊三郎
- 「ふたり若獅子」（1959年5月19日） - 可内
- 「姫君一刀流」（1959年6月16日） - 後藤
- 「怪談一つ目地蔵」（1959年7月14日）
- 「いろは若衆 花駕篭峠」（1959年9月6日） - 仏の竹
- 「浪花の恋の物語」（1959年9月13日） - 竹本座裏方
- 「恋山彦」（1959年9月20日） - 熊
- 「一心太助 男の中の男一匹」（1959年11月29日） - 魚平
- 「南国太平記」（1960年2月16日） - 吉井
- 「草間の半次郎 霧の中の渡り鳥」（1960年5月29日） - 柿崎の荒五郎
- 「遊侠の剣客 片手無念流」（1960年6月28日） - 羽斗の栄助
- 「喧嘩まつり 江戸っ子野郎と娘たち」（1960年7月26日） - 伝次
- 「海賊八幡船」（1960年9月18日） - 船番所役人
- 「炎の城」（1960年10月30日） - 詰所の侍
- 「地雷火組」（1960年11月2日） - 西大路卿
- 「花かご道中」（1961年1月21日） - 伝助
- 「忍術大阪城」（1961年2月8日） - 由利鎌之助
- 「鞍馬八天狗」（1961年4月9日） - 池内蔵太
- 「怪人まだら頭巾」（1961年4月21日） - 真田権左衛門
- 「怪人まだら頭巾 紅ぐも地獄」（1961年5月3日） - 木島三九郎
- 「お役者変化捕物帖 血どくろ屋敷」（1961年5月10日） - 能美孫太夫
- 「吸血死美人彫り」（1961年5月28日） - 古川伝八
- 「吸血怪人屋敷」（1961年6月4日） - 山浪佐次郎
- 「豪快千両槍」（1961年6月17日） - 徳川義晴
- 「水戸黄門 助さん格さん大暴れ」（1961年7月19日） - 藤井の家臣
- 「旅がらす花嫁勝負」（1961年10月7日） - 丑松
- 「維新の篝火」（1961年10月14日） - 松宮甲太郎
- 「素っ飛び二人三脚」（1961年10月22日） - 仁吉
- 「忍術真田城」（1961年12月27日） - 由利鎌之助
- 「鷹天皇飄々剣 吉野の風雲児 大江戸の対決」（1962年2月21日） - 伊庭隼人
- 「大江戸の鷹」（1962年4月11日） - 旗本
- 「丹下左膳 乾雲坤竜の巻」（1962年4月17日） - 役人
- 「あべこべ道中」（1962年5月9日） - 瓦版売り
- 「よか稚児ざくら 馬上の若武者」（1962年7月8日） - 一色千太郎
- 「次郎長と小天狗 殴り込み甲州路」（1962年9月22日） - 仙太
- 「ひばり・チエミのおしどり千両傘」（1963年1月9日） - 岩風の従臣
- 「浪人街の顔役」（1963年2月17日） - 権太
- 「武士道残酷物語」（1963年4月28日） - 下僕六助
- 「伊賀の影丸」（1963年7月24日） - 半太夫
- 「宮本武蔵 二刀流開眼」（1963年8月14日） - 小侍
- 「残月大川流し」（1963年9月8日） - 大丸
- 「ジェリーの森の石松」（1963年9月29日） - 中央役人
- 「銭形平次捕物控」（1963年10月13日） - 新藤
- 「十兵衛暗殺剣」（1964年10月14日） - 後宝綱
- 「幕末残酷物語」（1964年12月12日） - 水戸浪士
- 「徳川家康」（1965年1月3日）
- 「やくざGメン 明治暗黒街」（1965年11月13日） - 山崎
- 「花と龍」（1965年11月20日） - 役人
- 「隠密侍危機一発」（1965年12月18日） - 田所七之丞
- 「十七人の忍者 大血戦」（1966年1月26日） - 高尾角助
- 「沓掛時次郎 遊侠一匹」（1966年4月1日） - 平六
- 「丹下左膳 飛燕居合斬り」（1966年5月21日） - 寺門久馬
- 「大忍術映画ワタリ」（1966年7月21日） - 下忍
- 「日本暗黒街」（1966年8月26日） - ピアニスト
- 「日本侠客伝 雷門の決斗」（1966年9月17日） - 平助
- 「懲役十八年」（1967年2月24日） - 浦田
- 「一心太助 江戸っ子祭り」（1967年4月20日） - 黒覆面の男
- 「牙狼之介地獄斬り」（1967年5月13日） - 亀五郎
- 「あゝ同期の桜」（1967年6月3日） - 軍医
- 「男涙の破門状」（1967年6月17日） - 山本又吉
- 「侠客の掟」（1967年10月10日） - 新宅
- 「十一人の侍」（1967年12月16日） - 北島
- 「人間魚雷 あゝ回天特別攻撃隊」（1968年1月3日） - 坂本
- 「帰って来た極道」（1968年6月28日） - 法務者の役人
- 「緋牡丹博徒」（1968年9月14日） - 子分
- 「妖艶毒婦伝 般若のお百」（1968年10月12日） - 兵ヱの配下
- 「緋牡丹博徒 花札勝負」（1969年2月1日） - 藤倉常吉
- 「おんな刺客卍」（1969年5月24日） - 沖田総司
- 「日本暗殺秘録」（1969年10月15日） - 小沼勝寿
- 「関東テキヤ一家」（1969年11月18日） - 桜井銀三
- 「殺し屋人別帳」（1970年1月31日） - 松吉
- 「緋牡丹博徒 お竜参上」（1970年3月5日） - 舞台係
- 「関東テキヤ一家 喧嘩仁義」（1970年3月5日） - 警官
- 「監獄人別帳」（1970年4月10日） - 先生
- 「三匹の牝蜂」（1970年6月13日） - 警備員
- 「㊙︎女子大寮」（1970年11月21日） - 記者
- 「日本やくざ伝 総長への道」（1971年3月6日） - 郵便局員
- 「仁義なき戦い」（1973年1月13日） - 警官
- 「女番長」（1973年1月13日） - 護送車の警官
- 「恐怖女子高校 暴行リンチ教室」（1973年3月31日） - 新聞記者
- 「仁義なき戦い 広島死闘篇」（1973年4月28日） - 刑事
- 「女番長 感化院脱走」（1973年5月24日） - 視察役人
- 「やさぐれ姐御伝 総括リンチ」（1973年6月7日） - 看守
- 「恐怖女子高校 不良悶絶グループ」（1973年9月1日） - 教師
- 「仁義なき戦い 完結篇」（1974年6月29日） - 捜査員
- 「女番長 玉突き遊び」（1974年10月19日） - 弔問客
- 「脱獄広島殺人囚」（1974年12月7日） - 看守
- 「新仁義なき戦い」（1974年12月28日） - 刑事
- 「下苅り半次郎 ㊙︎観音を探せ」（1975年1月29日） - 役人
- 「女高生飼育」（1975年3月1日） - 司会者
- 「神戸国際ギャング」（1975年10月14日） - 看守 / 刑事
- 「激突! 合気道」（1975年11月22日） - 高橋富松
- 「強盗放火殺人囚」（1975年12月6日） - 看守 / 刑事
- 「新仁義なき戦い 組長最後の日」（1976年4月24日） - 記者
- 「狂った野獣」（1976年5月15日） - 新聞記者
- 「戦後猟奇犯罪史」（1976年6月19日） - 刑事 / 牧美津子捜索隊の男
- 「徳川女刑罰絵巻 牛裂きの刑」（1976年9月4日） - 同心
- 「毒婦お伝と首切り浅」（1977年1月22日） - 刑場の役人
- 「やくざ戦争 日本の首領」（1977年1月22日） - 新聞記者
- 「大奥浮世風呂」（1977年2月11日） - 早乙女
- 「ドーベルマン刑事」（1977年7月2日） - 須賀雅春
- 「仁義と抗争」（1977年8月27日） - ボーイ
- 「ゴルゴ13 九竜の首」（1977年9月15日） - 刑事美木
- 「日本の首領 野望篇」（1977年10月29日） - 記者
- 「宇宙からのメッセージ」（1978年4月29日)
- 「沖縄10年戦争」（1978年6月3日） - 新聞記者
- 「赤穂城断絶」（1978年10月28日） - 天野定之丞
- 「水戸黄門」（1978年12月23日） - 加賀藩士
- 「総長の首」（1979年4月7日） - 編集部員
- 「地獄」（1979年6月3日）
- 「真田幸村の謀略」（1979年9月1日） - 前田藩の武者
- 「日本の黒幕」（1979年10月27日） - 記者
- 「徳川一族の崩壊」（1980年5月24日） - 大山格之助
- 「魔界転生」（1981年6月6日）
- 悪霊島（1981年10月3日）
- 「冒険者カミカゼ -ADVENTURER KAMIKAZE-」（1981年11月7日） - 競馬騎手訓練所の男
- 「修羅の群れ」（1984年11月17日）
- 「極道の妻たちII」（1987年10月10日）
- 「極道の妻たち 三代目姐」（1989年4月8日）
- 「社葬」（1989年6月10日）'
- 「新極道の妻たち 惚れたら地獄」（1994年1月15日）

### テレビドラマ

#### NHK
- 「最後の忠臣蔵」最終話（2004年12月10日）

#### 日本テレビ
- 「桃太郎侍」
  -     - 第33話「のれん分け油地獄」（1977年5月22日）
    - 第64話「さよならだけが人生だ」（1977年12月25日） - 瓦版売り
    - 第66話「嘘とまことの仇討悲願」（1978年1月15日）
    - 第86話「大当り貧乏くじ」（1978年6月4日）
    - 第96話「父娘を結ぶ赤い布」（1978年8月13日）
    - 第106話「十手持ちにご用心」（1978年10月22日）
    - 第122話「奉公人はつらいよ」（1979年2月18日）
    - 第137話「蝶々のくれた赤ン坊」（1979年6月3日） - 権太
    - 第152話「大江戸剣術王座決定戦」（1979年9月16日）
    - 第166話「おしゃれ殿様」（1979年12月23日） - 南部の家臣
    - 第177話「花形太夫の座を奪え!」（1980年3月9日）
    - 第183話「結びの神は桃太郎」（1980年4月20日） - 進藤の配下
    - 第195話「桃太郎はかぐや姫?」（1980年7月13日） - 堀田の家臣
    - 第210話「悲願! 仲人百組目」（1980年10月26日）
    - 第213話「仁兵衛の天中殺」（1980年11月16日）
    - 第217話「その処刑許さん!」（1980年12月14日） - 留守居役
    - 第223話「娘剣法一番勝負」（1981年2月1日）
    - 第233話「遠州路の決闘!」（1981年4月12日）
    - 第243話「阿波から天女がやって来た」（1981年6月14日）
    - 最終話「さらば桃太郎」（1981年9月27日）
- 松平右近事件帳シリーズ
  - 「松平右近事件帳」
    - 第1話「藪太郎参上!」（1982年3月28日） - 青山の家臣
    - 第10話「極楽とんぼのならず者」（1982年5月30日）
    - 第20話「宝船、地獄行き」（1982年8月8日）
    - 第23話「ねずみ講の罠」（1982年8月29日） - 吉蔵
    - 第28話「女は二度夢を見た」（1982年10月3日）
    - 第48話「十手に賭けた命」（1983年2月27日）

  - 「新・松平右近」第14話（1983年7月3日） - 喜八
- 長七郎江戸日記シリーズ
  - 「長七郎江戸日記 第1シリーズ」
    - 第4話「風流編笠節」（1983年11月8日） - 野次馬
    - 第12話「風流蛇女騒動記」（1984年1月10日）
    - 第23話「夜明けのうた」（1984年4月24日） - 宿場役人
    - 第26話「右平次が打首になる日」（1984年5月29日） - 検死役人
    - 第34話「佐渡に輝く星一つ」（1984年9月18日） - 留吉
    - スペシャル2「長七郎立つ!江戸城の対決」（1984年10月2日）
    - 第43話「宅兵衛の子守唄」（1984年12月11日） - 山崎
    - 第52話「幻の母を見た」（1985年2月26日）
    - スペシャル4「怨霊見参! 長七郎、弟と対決」（1985年4月2日）
    - 第60話「寛永御前試合・竜、立て!」（1985年5月14日）
    - 第73話「大江戸警備隊始末」（1985年10月29日）
    - 第83話「当世母親気質」（1986年1月14日）
    - 第85話「標的になった男」（1986年1月28日） - 用人
    - スペシャル6「風雲! 旗本奴と町奴」（1986年4月1日）
    - 第102話「片思い」（1986年7月1日）
    - スペシャル7「血闘・荒木又右衛門」（1986年10月7日） - 阿部
    - 第110話「寺子屋ぎらい」（1986年10月21日）

  - 「長七郎江戸日記 第2シリーズ」
    - スペシャル2「天下を取れ!仕掛けられた反乱」（1988年4月5日）
    - スペシャル3「一心太助とご落胤・男一匹ここにあり」（1988年9月27日）

  - スペシャル4「ふたり長七郎・京の舞い」（1988年12月27日）
    - 第49話「奇妙な息子」（1989年4月18日） - 源三
    - 第59話「辰も男だ!」（1989年8月29日） - 同心
    - スペシャル6「最後の挑戦・さらば長七郎」（1989年9月26日）

  - 「長七郎江戸日記 第3シリーズ」
    - 第19話「金十両が厄となる」（1991年3月5日） - 島田又右衛門
    - 第27話「奇怪なり葵の香炉」（1991年6月4日） - 川村
- 年末時代劇スペシャル
  - 「忠臣蔵」（1985年12月30日・12月31日）
  - 「白虎隊」後編（1986年12月31日） - 大垣藩隊長
  - 「田原坂」後編（1987年12月31日） - 大山巌の部下
  - 「奇兵隊」前編（1989年12月30日） - 上野・寛永寺番士
  - 「勝海舟」前編（1990年12月30日） - 井上清直
  - 「源義経」（1991年12月31日）
  - 「鶴姫伝奇 -興亡瀬戸内水軍-」（1993年12月28日）
- 「野風の笛 鬼の剣 松平忠輝天下を斬る!」（1987年7月1日）
- 火曜サスペンス劇場
  - 「花園の迷宮」（1988年3月29日）
  - 「弁護士・高林鮎子」第27作（2000年8月29日） - 岡本
- 八百八町夢日記シリーズ
  - 「八百八町夢日記 第1シリーズ」
    - スペシャル1「夢を追って」（1989年10月10日）
    - 第5話「情けをかけて」（1989年11月14日） - 備前屋
    - スペシャル2「一千両の大勝負」（1989年12月26日） - 桐山十兵衛
    - スペシャル3「天保鬼ヶ島」（1990年4月3日）
    - 第30話「生き別れ、思いの糸」（1990年7月10日） - 美濃屋万吉
    - 第31話「夏の嵐」（1990年7月24日） - 浪人
    - スペシャル4「おりん無惨! 今蘇る関が原の戦い」（1990年10月2日） - 医者

  - 「八百八町夢日記 第2シリーズ」
    - 第2話「私が惚れた男」（1991年10月22日）
    - 第8話「うわさの伊達男」（1991年12月3日） - 芝居の座長
    - 第25話「悪女の秘めごと」（1992年6月16日）
    - 第32話「夢之介が賭けた男」（1992年8月25日） - 武士
- 「樅ノ木は残った」（1990年1月2日）
- 「柳生武芸帳」
  - 第1作「柳生武芸帳」（1990年4月2日）
  - 第2作「柳生武芸帳 柳生十兵衛五十人斬り」（1990年10月1日）
- 「寛永風雲録」（1991年1月2日）
- 「半七捕物帳」
  - 第5話「十五年目の悲劇」（1992年11月10日） - 砂蔵
  - 第17話「恋仇! 五十両の賞金首」（1993年2月16日） - 平左衛門
- 「闇を斬る!大江戸犯科帳」
  - 第4話「風花に泣く女」（1993年4月27日）
  - 第12話「鬼の棲む島夢の島」（1993年9月14日）
  - 第17話「人情裁き! 裏表二人奉行」（1993年11月2日）
  - 第18話「闇に咲く花」（1993年11月9日）
  - 第19話「蛍大名」（1993年11月30日）
- 江戸の用心棒シリーズ
  - 「江戸の用心棒」
    - 第13話「天下を分けた女の斗い」（1994年11月15日） - 高見沢の用人
    - 第20話「女形と賞金首」（1995年2月7日） - 近江屋

  - 「江戸の用心棒II」第15話（1996年3月5日） - 信濃屋
- 「ひらり又四郎危機一髪!」（1995年9月5日）
- 「さむらい探偵事件簿」第7話（1997年1月14日）

#### TBS
- 「幕末物語 近藤勇と桂小五郎編」（1960年2月19日 - 4月8日）
- 隠密剣士シリーズ
  - 「隠密剣士」第94話（1964年7月19日） - 玄助
  - 「隠密剣士」第9話（1973年12月2日） - 同心
- 水戸黄門シリーズ
  - 「水戸黄門 第1部」
    - 第1話「俺は助さん お前は格さん」（1969年8月4日） - 浪人
    - 第3話「小田原喧嘩駕籠」（1969年8月18日） - 亀井吉三郎
    - 第11話「二人の黄門さま」（1969年10月13日） - 家臣
    - 第13話「追いつめられて」（1969年10月27日） - 旅役者
    - 第26話「越後騒動」（1970年1月26日） - 永見の配下

  - 「水戸黄門 第2部」
    - 第2話「暗殺」（1970年10月5日） - 関所役人
    - 第7話「人情鬼剣舞」（1970年11月9日） - 比留間伝八郎
    - 第20話「喧嘩買います」（1971年2月8日） - 家臣
    - 第27話「密命おびて」（1971年3月29日） - 虚無僧

  - 「水戸黄門 第3部」
    - 第4話「人狩り」（1971年12月20日） - 源次
    - 第12話「消えた密書」（1972年2月14日） - 百姓
    - 第22話「消えた姫君」（1972年4月24日） - 助八
    - 最終話「暗雲晴れて」（1972年6月5日） - 水戸藩上屋敷の侍

  - 「水戸黄門 第4部」第20話「湖水の女」（1973年6月4日） - 筒井家の侍
  - 「水戸黄門 第5部」最終話「福江城の対決」（1974年9月30日）
  - 「水戸黄門 第6部」第23話「あっぱれ武士道」（1975年9月1日） - 外村の配下
  - 「水戸黄門 第7部」
    - 第4話「御用船大爆破!!」（1976年6月14日） - 役人
    - 第15話「大見得きった偽黄門」（1976年8月30日） - 役人
    - 第19話「最上紅花恋の唄」（1976年9月27日） - 役人
    - 第21話「江戸から来た密使」（1976年10月11日） - 関所役人
    - 第27話「真実に命をかけて」（1976年11月22日） - 川辺の家臣
    - 最終話「日光街道日本晴れ」（1977年1月10日） - 大工職人

  - 「水戸黄門 第8部」
    - 第7話「助さんの身替り亭主」（1977年8月29日） - 家臣
    - 第13話「芝居になった漫遊記」（1977年10月10日） - 湊屋の乾分

  - 「水戸黄門 第9部」
    - 第4話「芝居になった悪い奴」（1978年8月28日） - 寿座の客
    - 第13話「黄門様の泥棒ごっこ」（1978年10月30日） - 御船手番所役人
    - 第17話「越前めおと奉書」（1978年11月27日） - 役人

  - 「水戸黄門 第10部」
    - 第4話「仇討ち箱根馬子唄」（1979年9月3日） - 関所役人
    - 第10話「婿入り八丁味噌」（1979年10月15日） - 駕籠舁

  - 「水戸黄門 第11部」
    - 第2話「夏祭り 姫君暗殺計画」（1980年8月25日） - 門番
    - 第13話「陰謀あばいた俵牛」（1980年11月10日） - 役人
    - 第18話「天晴れ早駈け 勝ち名乗り」（1980年12月15日） - 藩士

  - 「水戸黄門 第12部」
    - 第6話「助さんそっくり千両役者」（1981年10月5日）
    - 最終話「瞼の母娘にめぐる春」（1982年3月1日） - 森の配下

  - 「水戸黄門 第13部」
    - 第3話「鬼が棲んでる天下の嶮」（1982年11月1日） - 関所役人
    - 第8話「悲願を秘めた蜆売り」（1982年12月6日） - 門番

  - 「水戸黄門 第14部」
    - 第17話「天下無敵の女棋士」（1984年2月20日） - 将棋盤の職人
    - 第25話「酒に溺れた黄金の腕」（1984年4月16日） - 浦野の配下
    - 最終話「野望を断った天下の名刀」（1984年7月9日） - 行商人

  - 「水戸黄門 第15部」
    - 第7話「無法を砕く大草原の血闘」（1985年3月11日） - 役人
    - 第14話「めざす敵は仁術医者」（1985年4月29日） - 医師
    - 第20話「謎が渦巻く陰謀の宿」（1985年6月10日） - 浪人
    - 第23話「鬼庄屋にされた黄門様」（1985年7月1日） - 役人
    - 第28話「助さんは替え玉亭主」（1985年8月5日） - 家臣
    - 第30話「男度胸の木曽節仁義」（1985年8月19日） - 丸富の職人
    - 第37話「悪乗り八兵衛若旦那」（1985年10月7日） - 元祖宝屋の従業員

  - 「水戸黄門 第16部」
    - 第4話「助さん身代り親孝行」（1986年5月19日） - 漁師
    - 第13話「想い叶えた愛の組紐」（1986年7月21日） - 役人
    - 第17話「正義運んだ七里飛脚」（1986年8月18日） - 用心棒
    - 第30話「銘酒を守った娘の真心」（1986年11月17日） - 権造の子分
    - 第36話「めざす敵は瓜二つ」（1986年12月29日） - 役人

  - 「水戸黄門 第17部」
    - 第3話「炎に浮かぶ凶賊の罠」（1987年9月14日） - 武川党の者
    - 第4話「謎の紫頭巾」（1987年9月21日） - 役人
    - 第20話「颯爽! 謎の黒頭巾」（1988年1月11日） - 山名新之助

  - 「水戸黄門 第18部」
    - 第4話「花嫁衣裳の秘密」（1988年10月3日） - 役人
    - 第9話「悪計暴いた白頭巾」（1988年11月7日）
    - 第17話「暗雲払う破邪の剣」（1989年1月9日） - 平戸藩役人

  - 「水戸黄門 第19部」第2話（1989年10月2日） - 平井の御用人
  - 「水戸黄門 第20部」
    - 第4話「偽黄門は正義の味方」（1990年11月19日） - 草間の家臣
    - 第28話「孤剣に秘めた悲願」（1991年5月20日） - 島田
    - 第44話「涙で染めた紅花紬」（1991年9月9日） - 左内
    - 第47話「嘘を承知の偽黄門」（1991年9月30日） - 役人

  - 「水戸黄門 第21部」
    - 第9話「密命帯びた忍び妻」（1992年6月1日） - 役人
    - 第21話「身ぐるみ剥がれた黄門様」（1992年8月24日） - 旅籠の番頭
    - 最終話「世直し旅よ永遠に」（1992年11月9日） - 大目付

  - 「水戸黄門 第22部」
    - 第2話「旅のはじめの鬼退治」（1993年5月24日）
    - 第6話「嘘で悟った女房の真心」（1993年6月21日）
    - 第10話「暗雲晴れた和歌山城」（1993年7月19日） - 御用人
    - 第17話「正義で織った大島紬」（1993年9月6日） - 川村
    - 第28話「響け 正義の御陣乗太鼓」（1993年11月22日） - 須田
    - 第33話「格さんの親友は脱藩者」（1993年12月27日） - 役人

  - 「水戸黄門 第23部」
    - 第6話「姥捨は鬼の仕業」（1994年9月5日）
    - 第10話「親子喧嘩の腕比べ」（1994年10月10日）
    - 第16話「八兵衛夢見た若旦那」（1994年11月21日）
    - 第32話「酒にのまれて人殺し」（1995年3月20日）
    - 第39話「白いお髭のお婿殿」（1995年5月8日）

  - 「水戸黄門外伝 かげろう忍法帖」
    - 第6話「百花繚乱夢芝居」（1995年6月26日）
    - 第8話「底なし沼に陥ちた悪」（1995年7月10日）
    - 第12話「獲物は恐い女たち」（1995年8月7日）
    - 第15話「西洋衣装で仇討ち」（1995年8月28日）

  - 「水戸黄門 第24部」
    - 第2話「狙われた箱根の献上湯」（1995年9月18日）
    - 第10話「盗まれた三葉葵の印籠」（1995年11月20日）
    - 第14話「波乱万丈! 薩摩の対決」（1995年12月18日）
    - 第19話「悪を糺した瀬戸の花嫁」（1996年1月29日）
    - 第26話「女地獄の大掃除」（1996年3月18日）
    - 第31話「お銀の身替り花嫁」（1996年4月29日） - 山岡

  - 「水戸黄門 第25部」
    - 第2話「恵みの夫婦海苔」（1996年12月16日） - 荘助
    - 第12話「夢を咲かせた大谷焼」（1997年3月10日） - 岡っ引き
    - 第24話「藩を救った反魂丹」（1997年6月9日） - 大名
    - 第38話「民を救った男の信念」（1997年9月15日） - 遠野屋

  - 「水戸黄門 第26部」
    - 第6話「瞼に見えたお母ちゃん」（1998年3月16日） - 用人藤左衛門
    - 第13話「夢を叶えた娘の悲願」（1998年5月11日） - 山本屋
    - 第16話「帰らぬ兄は天神様」（1998年6月1日） - 梅之屋の客
    - 第23話「京の都に恋の花」（1998年7月20日） - 供侍

  - 「水戸黄門 第27部」
    - 第4話「こけしの里の鬼退治」（1999年4月12日） - 重役
    - 第14話「母と逢わせた観音様」（1999年6月21日） - 山村屋の主人

  - 「水戸黄門 第28部」
    - 第2話「黄門様は恋の道先案内人」（2000年3月13日）
    - 第8話「始末屋泣かせる参勤交代」（2000年5月1日）
    - 第13話「哀しきゴマスリ出世道」（2000年6月5日）
    - 第17話「暴れん坊は紀州の若様」（2000年7月10日）
    - 第23話「最強の敵現る! 危うし白鷺城」（2000年8月21日） - 宮司
    - 第27話「格さんの恋!」（2000年9月18日）

  - 「水戸黄門 第29部」第10話（2001年6月4日）
  - 「水戸黄門 第30部」
    - 第3話「肝っ玉おかみの決闘」（2002年1月21日） - 問屋場の主人
    - 第13話「黄門様は名鑑定士!」（2002年4月8日） - 商人
    - 第19話「決戦! 村人たちよ立ち上がれ」（2002年5月20日） - 代官

  - 「水戸黄門 第31部」
    - 第3話「清水湊の大勝負!」（2002年10月28日） - 親爺
    - 第14話「白鷺城下の恩返し」（2003年1月27日）

  - 「水戸黄門 第33部」
    - 第5話「美少女は天才将棋士」（2004年5月17日）
    - 第21話「男意気地の恩返し」（2004年9月13日） - 加賀屋

  - 「水戸黄門 第34部」最終話（2005年6月6日） - 宇木ノ見屋
  - 「水戸黄門 第36部」
    - 第3話「手抜き普請の悪退治」（2006年8月7日）
    - 第12話「母と呼ばせた大相撲」（2006年10月23日） - 料亭の主
    - 第18話「若君救った女将の秘密」（2006年12月4日） - 惣吉

  - 「水戸黄門 第37部」
    - 第1話「将軍御落胤の野望」（2007年4月9日） - 医師
    - 第14話「大食い男の恩返し」（2007年7月9日） - 由兵衛
    - 最終話「次期将軍を狙った野望」（2007年9月17日） - 吉本喜兵衛

  - 「水戸黄門 第38部」第1話（2008年1月7日） - 土井
  - 「水戸黄門 第40部」第10話（2009年10月12日）
  - 「水戸黄門 第41部」第10話（2010年6月14日） - 重役
  - 「水戸黄門 第42部」第15話（2011年1月31日）
- 大岡越前シリーズ
  - 「大岡越前 第1部」第1話（1970年3月16日） - 役人
  - 「大岡越前 第2部」
    - 第2話「悪の決算」（1971年5月24日） - 目明かし源七
    - 第14話「呪われた鎧」（1971年8月16日） - 口上

  - 「大岡越前 第4部」第11話（1974年12月16日） - 長屋の男
  - 「大岡越前 第6部」
    - 第5話「義賊業平小僧」（1982年4月5日） - 侍
    - 第12話「盗っ人が託した赤ん坊」（1982年5月24日） - 瓦版屋

  - 「大岡越前 第7部」第20話（1983年9月5日） - 客
  - 「大岡越前 第8部」
    - 第13話「復讐唐人剣」（1984年10月15日） - 六助
    - 第14話「父恋し涙の花嫁」（1984年10月22日） - 職人
    - 第22話「江戸から消えた御奉行様」（1984年12月17日） - 田沢の配下
    - 第23話「殺しを見ていた千両富」（1984年12月24日） - 瓦版屋

  - 「大岡越前 第9部」
    - 第17話「謎の女賊は恩人の娘」（1986年2月17日） - 大家
    - 第21話「盗賊を強請った男」（1986年3月17日） - 商人
    - 第25話「怨みを買った男」（1986年4月14日） - 牢役人

  - 「大岡越前 第10部」第6話（1988年4月4日）
  - 「大岡越前 第12部」第9話（1991年12月9日）
  - 「大岡越前 第13部」第22話（1993年4月12日） - 大橋陣十郎
  - 「大岡越前 第14部」
    - 第7話「復讐果たす怒りの十手」（1996年7月29日） - 伊勢屋
    - 第19話「無情に泣いた愛の折鶴」（1996年10月28日） - 杉田仁八郎
    - 最終話「友を裁いた名奉行」（1996年12月2日） - 嶋田源按

  - 「大岡越前 第15部」最終話（1999年3月15日）
- 江戸を斬るシリーズ
  - 「江戸を斬る 梓右近隠密帳」
    - 第9話「決闘鍵屋の辻」（1973年11月19日） - 旗本
    - 第14話「忠長卿謀叛」（1973年12月24日） - 忠長の家臣

  - 「江戸を斬るII」第9話（1976年1月5日） - 板前
  - 「江戸を斬るIII」
    - 第3話「金四郎の縁談」（1977年1月31日） - 供侍 / 浪人
    - 第5話「人情遠山裁き」（1977年2月14日） - 役人
    - 第18話「医は仁術か算術か」（1977年5月16日） - お仙
    - 第24話「殺しの疑惑」（1977年6月27日） - 松若屋十次郎

  - 「江戸を斬るV」
    - 第4話「猫が知ってた大泥棒」（1980年3月10日） - 板前
    - 第16話「紫頭巾の復讐鬼」（1980年6月2日）

  - 「江戸を斬るVI」
    - 第2話「死体が消えた藪の中」（1981年2月23日）
    - 第6話「女辻斬り紫頭巾」（1981年3月23日）
    - 第21話「十手で物言う悪い奴」（1981年7月6日）

  - 「江戸を斬るVII」
    - 第6話「桃の節句の鬼退治」（1987年3月2日）
    - 第8話「邪剣断った白頭巾」（1987年3月16日）
    - 第20話「悲願叶えた遠山桜」（1987年6月8日）
    - 第29話「血染めの遠山桜」（1987年8月10日）
    - 最終話「天下を救う名裁き」（1987年8月17日）

  - 「江戸を斬るVIII」
    - 第5話「意外な目撃者」（1994年2月28日） - 山城屋
    - 第12話「情に泣いた娘掏摸」（1994年4月18日） - 金七
- 「影同心II」第14話（1976年1月17日）
- 「八つ墓村」第1話（1978年4月8日）
- TBS大型時代劇スペシャル
  - 「織田信長」（1989年1月1日）
  - 「坂本龍馬」（1989年3月31日）
  - 「平清盛」（1992年1月1日）
  - 「大忠臣蔵」（1994年1月1日） - 田村右京太夫
- 「遊の人 ‐天下の御意見番 大久保彦左衛門‐」（1991年1月2日）
- 月曜ドラマスペシャル
  - 「一色京太郎事件ノート」
    - 第1作「祇園花見小路殺人事件」（1995年2月13日） - 加藤
    - 第2作「京都栂ノ尾殺人事件」（1996年6月3日） - 北村
    - 第6作「京都火祭り鬼面殺人事件」（1997年12月22日）

  - 「和服デザイナー探偵」第2作（1997年9月8日） - 一条寺白雪
- 南町奉行事件帖 怒れ!求馬シリーズ
  - 「南町奉行事件帖 怒れ!求馬I」
    - 第8話「罪を償うお役者小僧」（1997年12月22日） - 影山典膳
    - 最終話「求馬危うし!」（1998年2月2日） - 目付

  - 「南町奉行事件帖 怒れ!求馬II」
    - 第10話「江戸から米が消えた!」（1999年12月27日）
    - 第14話「妹は可愛い小悪魔」（2000年2月7日）
- 「修羅雪姫」（2011年3月27日、BS-TBS）

#### フジテレビ
- 「銭形平次」
  - 第2話「残された風車」（1966年5月11日） - 万兵ヱ
  - 第20話「七年目の仇討」（1966年9月14日） - 半十郎
  - 第51話「闇に消えた女」（1967年4月19日） - 柴田米次郎
  - 第108話「腐れ縁」（1968年5月22日）
  - 第109話「かげろうの女」（1968年5月29日）
  - 第133話「ご寮はん」（1968年11月13日）
  - 第141話「金色の指」（1969年1月8日） - 吉兵ヱ
  - 第163話「盗賊の恋」（1969年6月11日） - 神主
  - 第193話「いぬ」（1970年1月14日）
  - 第213話「流人島異聞」（1970年6月3日） - 伝次
  - 第260話「親子の絆」（1971年4月28日） - 松𠮷
  - 第297話「盗ッ人の涙」（1972年1月12日） - 船頭
  - 第364話「泣くな八五郎」（1973年4月25日） - そば屋
  - 第371話「とんだ道連れ」（1973年6月13日） - 新居関関守
  - 第378話「あに いもうと」（1973年8月1日） - 吟味方与力
  - 第441話「万七なみだ酒」（1974年10月16日） - 与力
  - 第543話「妹よなぜ」（1976年10月13日） - 越中屋
  - 第565話「親心、涙ひとすじ」（1977年3月16日） - 牢屋同心
  - 第583話「お民の初恋」（1977年7月27日）
  - 第593話「侍の傘」（1977年10月12日） - 家臣
  - 第623話「鶴吉の掟」（1978年5月17日） - 役人
  - 第633話「万七大いに売出す」（1978年8月2日） - 瓦版売り
  - 第639話「人情女白浪」（1978年9月13日）
  - 第648話「一握りの夢」（1978年11月29日）
  - 第658話「俺は神様じゃない」（1979年2月7日）
  - 第673話「翔べないトンビ」（1979年5月23日）
  - 第769話「さまよえる死体」（1981年6月10日）
  - 第825話「精いっぱいの嘘」（1982年9月22日）
  - 第870話「はやり風邪」（1983年11月16日）
  - 第876話「笛屋敷殺人事件」（1984年1月11日）
  - 第878話「悪同心の野望」（1984年1月25日）
- 「大奥」（1968年4月6日 - 1969年3月29日） - 榎本武揚
- 「大坂城の女」
  - 第4話「天下人は浮気者」（1970年1月24日） - 若侍
  - 第36話「木村重成とその妻」（1970年9月5日） - 武士
- 「徳川おんな絵巻」
  - 第1話「尾張公の遊女妻」・第2話「女の生地獄」（1970年10月3日・10月10日） - 同心
  - 第19話「可愛い悪魔」・第20話「呪われた恋」（1971年2月6日・2月13日）
  - 第23話「年上の佳人」・第24話「白昼の逃亡」（1971年3月6日・3月13日）
  - 第31話「嵐の中の女」（1971年5月1日）
  - 第49話「悪魔の城」・第50話「霧の夜の恐怖」（1971年9月4日・9月11日）
- 「清水次郎長」
  - 第2話「若親分誕生」（1971年5月15日）
  - 第27話「花嫁ひとり祝言」（1971年11月6日）
- 「江戸巷談・花の日本橋」第16話（1972年1月18日）
- 「忍法かげろう斬り」
  - 第1話「俺は幕府のイヌじゃない」（1972年4月4日）
  - 第11話「幻の連発銃」（1972年6月13日）
- 「隼人が来る」
  - 第2話「花吹雪抜刀流」（1972年10月12日）
  - 第17話「子連れ街道」（1973年2月1日）
  - 第22話「愛と憎しみと」（1973年3月8日）
- 「新選組」
  - 第11話「士道に背く事を許さず」（1973年6月14日）
  - 最終話「鳥羽伏見の戦い 後編」（1973年9月27日）
- 「ぶらり信兵衛 道場破り」
  - 第6話「危うし! 鼠小僧」（1973年11月8日）
  - 第41話「とまれ銀太」（1974年7月25日）
- 「お耳役秘帳」
  - 第2話「噂」（1976年4月13日）
  - 第9話「聞くか聞かぬか女のお耳」（1976年6月1日）
  - 第14話「引き裂かれた肌」（1976年7月6日）
  - 第24話「どうせこの世は怨み花」（1976年9月14日）
- 「柳生一族の陰謀」第27話（1979年4月3日）
- 影の軍団シリーズ
  - 「服部半蔵 影の軍団」第26話（1980年9月23日）
  - 「影の軍団II」
    - 第10話「幽霊が残した赤い椿」（1981年12月8日）
    - 第15話「黒衣に汚された恋」（1982年1月12日） - 目付中山庄平

  - 「影の軍団III」
    - 第4話「尾張に消えた赤い影法師」（1982年4月27日）
    - 第14話「大奥魔女狩り」（1982年7月6日）

  - 「影の軍団IV」第4話（1985年4月23日）
- 時代劇スペシャル
  - 「紫頭巾」
    - 第1作「紫頭巾 黄金の秘密」（1982年2月19日）
    - 第2作「紫頭巾 京洛の大粛清」（1982年11月5日）

  - 「忍者狩り」（1982年4月9日）
  - 「荒木又衛門 決闘鍵屋の辻」（1982年5月14日）
  - 「地獄の左門十手無頼帖」第2作（1983年1月21日） - 土井大炊頭
  - 「乾いて候」
    - 第1作「お毒味役主丞 乾いて候」（1983年6月17日）
    - 第2作「乾いて候 お毒見役必殺剣」（1984年1月26日）

  - 「隠密くずれ」第4作（1983年8月26日）
- 関西テレビ制作・月曜夜10時枠の連続ドラマ
  - 乱歩賞作家サスペンス「天国への階段」（1988年5月16日）
  - 六つの離婚サスペンス「埋没社員」（1992年3月2日）
- 男と女のミステリー → 金曜エンタテイメント
  - 「華岡青洲の妻」（1989年1月6日）
  - 「京都ミス映画村殺人事件」（1993年11月5日）
  - 「京都百人一首殺人事件」（1995年1月13日）
  - 「京都竜の寺殺人事件」（1995年9月22日）
  - 「花瀬ちなつの殺人スクープ」（2000年6月30日）
  - 「踊る! 親分探偵」第2作（2006年9月22日）
- 「雲霧仁左衛門」（1991年3月29日）
- 「乾いて候 母は生きていた!? その背後に潜む陰謀を田村三兄弟が斬る!!」（1993年4月7日）
- 「幕末高校生」第1話（1994年1月15日）
- 銭形平次シリーズ
  - 「銭形平次 第4シリーズ」第8話（1994年9月28日）
  - 「銭形平次 第7シリーズ」第1話（1998年1月28日） - 浅野屋惣兵衛
- 「荒木又右衛門 伊賀の決闘」（1997年9月10日）
- 隠密奉行朝比奈シリーズ
  - 「隠密奉行朝比奈 第1シリーズ」第2話（1998年6月24日） - 長門屋伊左衛門
  - 「隠密奉行朝比奈 第2シリーズ」
    - 第9話「長崎平戸 森に潜む魔人」（1999年10月13日）
    - 最終話「朝比奈暗殺計画」（1999年10月20日）
- 「未来を見つめた幕末の英雄 横井小楠」（1998年11月3日、テレビ熊本）
- 「旗本退屈男」第9話（2001年10月30日）
- 「御家人斬九郎 第5シリーズ」第1話（2001年11月6日） - 岩城屋
- 「大奥〜第一章〜」第8話（2004年11月25日）

#### テレビ朝日
- 「新選組血風録」第23話・第25話・最終話（1965年12月12日・12月26日・1966年1月2日） - 野村利三郎
- 用心棒シリーズ
  - 「俺は用心棒」第4話（1967年4月24日）
  - 「待っていた用心棒」
    - 第1話「剣を抱いた十人の客」（1968年1月29日）
    - 第6話「冷えた燗酒」（1968年3月4日）
    - 第15話「糺の森七ツ半」（1968年5月6日）

  - 「帰って来た用心棒」
    - 第4話「祇園小路に死す」（1968年8月19日）
    - 第14話「仕官の日」（1968年10月28日）
    - 第20話「白い目じるしの宿」（1968年12月9日）

  - 「用心棒シリーズ 俺は用心棒」
    - 第2話「草笛の鳴る朝」（1969年4月14日）
    - 第18話「稲妻の中に」（1969年8月4日）
- 「素浪人 花山大吉」
  - 第16話「地獄の鐘が鳴っていた」（1969年4月19日）
  - 第28話「腕白小僧はなぜウソついた」（1969年7月12日）
  - 第45話「鼻をつまんで名乗っていた」（1969年11月8日）
  - 第55話「大酒喰らって冴えていた」（1970年1月17日）
  - 第93話「腕白小僧が知っていた」（1970年10月10日）
- 「怪奇ロマン劇場」第20話（1969年11月29日）
- 「天を斬る」
  - 第15話「旅の終りの女」（1970年1月12日）
  - 最終話「血斗暁七ツ」（1970年3月30日）
- 「燃えよ剣」第3話 - 第19話（1970年4月15日 - 8月5日） - 島田魁
- 遠山の金さんシリーズ
  - 「遠山の金さん捕物帳」
    - 第16話「それを知った女」（1970年10月25日） - 岡っ引き
    - 第52話「お岩に化けた男」（1971年7月4日） - 呼込み
    - 第59話「次郎長を振った女」（1971年8月22日） - 掛川藩士
    - 第62話「蝉しぐれの女」（1971年9月12日） - 役人
    - 第63話「夜霧に消えた男」（1971年9月19日） - 旅籠の番頭
    - 第71話「義賊と呼ばれた男」（1971年11月14日） - 井筒屋手代
    - 第73話「かどわかした男」（1971年11月28日） - 瓦版売り
    - 第86話「代貸に惚れた女」（1972年2月27日） - 龍神の子分
    - 第96話「おかげ参りの女」（1972年5月7日） - 役人
    - 第98話「奉行を子分にした男」（1972年5月21日） - 職人
    - 第101話「命を運ぶ男」（1972年6月11日） - 正太
    - 第105話「幽霊を化かした男」（1972年7月9日） - 医者
    - 第140話「白州で離縁した女」（1973年3月11日） - 瓦版売り

  - 「ご存知遠山の金さん」
    - 第2話「千両富に穴があった」（1973年10月14日）
    - 第6話「弥太郎初恋ざんげ」（1973年11月11日）

  - 「ご存じ金さん捕物帳」
    - 第3話「あらくれ一代」（1974年10月13日）
    - 第16話「芝居のいのち火」（1975年1月12日）

  - 「遠山の金さん（杉良太郎主演）」
    - 「遠山の金さん 第1シリーズ」
      - 第1話「燃えろ桜吹雪」（1975年10月2日）
      - 第42話「花火に賭けた心意気」（1976年7月22日）
      - 第43話「江戸と浪花の風来坊」（1976年7月29日）
      - 第46話「恐怖の真昼に舞う風車」（1976年8月19日）
      - 第50話「血染めの姉妹簪」（1976年9月16日）
      - 第73話「玉の輿を拒んだ女」（1977年3月3日）
      - 第76話「誘拐身代二千両」（1977年3月24日）
      - 第79話「巡礼お勝参上」（1977年4月21日）
      - 第98話「金のなる木を持つ稼業」（1977年9月8日）

    - 「遠山の金さん 第2シリーズ」
      - 第5話「白洲に咲かせた父娘花」（1979年3月15日）
      - 第9話「秩父数え唄ひとつとせ」（1979年4月19日） - 瓦版売り

  - 「遠山の金さん（高橋英樹主演）」
    - 「遠山の金さん」
      - 第1話「新奉行登場!! 顔のない人気作家!」（1982年4月8日）
      - 第11話「鉄火肌! 美しき尼僧」（1982年6月17日）
      - 第23話「浪花の母! 巾着切おえん」（1982年9月9日）
      - 第24話「二人の母が情けに泣いた!」（1982年9月16日）
      - 第38話「浮世絵が招いた将軍暗殺!」（1983年1月6日）
      - 第42話「殺しを見たのは失明の美女!」（1983年2月3日）
      - 第46話「炎の恋情! 殺人者はおんな魔術師」（1983年3月3日）
      - 第65話「二つの顔の女・緋牡丹おりん!」（1983年8月11日）
      - 第73話「おんな牢秘話・二匹の女ねずみ小僧!」（1983年11月3日）
      - 第82話「大奥潜入! 顔で笑って心で泣く母」（1984年1月19日）
      - 第99話「悪女に恋したモテモテ早田彦十郎!」（1984年6月7日）
      - 第107話「浴槽の死美人・怨みの琴をひく女」（1984年8月2日）
      - 第110話「花の単身赴任・夢追い美女がかけた罠!」（1984年8月23日）
      - 第113話「炎の女用心棒! 黒猫のお銀」（1984年9月13日）
      - 第119話「女菩薩の如く、女夜叉の如し!」（1984年11月1日）
      - 第129話「人呼んで"桜吹雪の女"III・慕情篇」（1985年1月31日）
      - 第139話「紫水晶の女! NAGASAKIへ愛」（1985年5月2日）
      - 第141話「悪魔の囁き・恋三味線の女!」（1985年5月16日）
      - 第145話「蕾のままで散る女・春駒屋お夏!」（1985年6月13日）

    - 「遠山の金さんII」
      - 第1話「お奉行さま! 女の命あずけます!!」（1985年10月15日）
      - 第2話「神田川伝説! 女ひとすじ友禅模様!」（1985年10月22日）
      - 第6話「夜の美女軍団!"死んで貰います"」（1985年11月19日）
      - 第13話「長崎から来た麗人・不知火太夫!」（1986年1月21日）
      - 第19話「悪夢を拾った女!」（1986年3月4日）
      - 第30話「負けるが勝ち?!の金さん」（1986年6月17日）
      - 第31話「暗黒街の女!」（1986年6月24日）
      - 第39話「破談を狙うガンコ親父の涙!」（1986年8月26日）

  - 「名奉行 遠山の金さん」
    - 「名奉行 遠山の金さん 第1シリーズ」第18話[「二つの顔の仕事人」（1988年9月22日）
    - 「名奉行 遠山の金さん 第2シリーズ」
      - 第5話「財テクの罠、狙われた美人画」（1989年6月29日） - 美濃屋
      - 第9話「女の挑戦! 怪文書のカラクリ」（1989年7月27日） - 山崎新兵衛

    - 「名奉行 遠山の金さん 第3シリーズ」
      - 第13話「寛永寺炎上、危機一髪」（1990年11月29日） - 佐野藩家臣
      - 第23話「白い肌に謎の刺青」（1991年3月21日） - 蜘蛛の清兵衛

    - 「名奉行 遠山の金さん 江戸城転覆! 女忍者の復讐」（1991年10月10日） - 門倉
    - 「名奉行 遠山の金さん 第4シリーズ」
      - 第15話「覗かれた砂絵の女」（1992年3月5日） - 幸助
      - 第20話「妻を売った武士」（1992年5月7日） - 相模屋彦兵衛

    - 「名奉行 遠山の金さん 江戸城転覆! 覗かれた赤毛の女」（1992年9月24日） - 蘭学者
    - 「名奉行 遠山の金さん 第5シリーズ」
      - 第4話「無実の罪に泣く女」（1993年4月15日） - 小間物屋
      - 第7話「殺し屋を狙う謎の若君」（1993年5月13日） - 海老屋十助
      - 第16話「獄門台から逃れた男と女」（1993年7月29日） - 白田屋番頭
      - 第25話「罠にはまった盗賊夫婦」（1993年11月4日） - 茂助

    - 「名奉行 遠山の金さん 第6シリーズ」
      - 第6話「必殺 世直し人の娘」（1994年8月4日） - 伊勢屋
      - 第10話「老盗賊が捨てた娘」（1994年9月1日） - 借金取り
      - 第12話「追跡! 裏切った女」（1994年9月22日） - 堂庵
      - 最終話「大陰謀! 紫頭巾の女」（1995年1月19日） - 奉行

    - 「名奉行 遠山の金さん 第7シリーズ」
      - 第8話「献残屋の秘密 一度死んだ女」（1995年11月16日） - 安藤
      - 第17話「また男が死ぬ! 私は疫病神の女」（1996年2月22日） - 親戚

  - 「金さんVS女ねずみ」第20話（1998年9月12日） - 長崎屋番頭
- 「さむらい飛脚」第5話（1971年2月6日）
- 「軍兵衛目安箱」第16話・第18話・第22話・第23話・第25話・最終話（1971年7月21日・8月4日・9月1日・9月8日・9月22日・9月29日） - 山田
- 「世なおし奉行」第14話（1972年7月6日）
- 「地獄の辰捕物控」第2話（1972年10月12日）
- 「素浪人 天下太平」第5話（1973年5月3日）
- 「次郎長三国志」第6話・第17話（1974年5月14日・8月13日）
- 必殺シリーズ
  - 「必殺仕業人」第27話（1976年7月16日） - 同心
  - 「必殺仕事人」第55話（1980年6月13日） - 同心森山
- 「五街道まっしぐら!」第5話（1976年11月13日）
- 暴れん坊将軍シリーズ
  - 「吉宗評判記 暴れん坊将軍」
    - 第3話「命を的の一番纏」（1978年1月21日） - 役人
    - 第14話「黄金のからす札」（1978年4月15日） - 医者
    - 第17話「恋とおとぼけ地蔵」（1978年5月6日） - 吟味与力
    - 第31話「御狩場から消えた女」（1978年9月16日） - 役人
    - 第37話「女の一途に目を醒せ!」（1978年10月28日） - 北町同心
    - 第42話「燃える男と莫連女」（1978年12月9日） - 木場人足
    - 第49話「生かす殺すは筆一本!」（1979年1月27日） - 与力
    - 第50話「味一番! 細腕べんとう」（1979年2月3日） - 長屋の男
    - 第57話「百鬼・一刀両断!」（1979年3月24日） - 旗本
    - 第70話「三万石よりどじょう鍋」（1979年6月23日） - 与力
    - 第81話「姿なき勇士たち」（1979年9月29日） - 同心
    - 第82話「天女のようなガキ大將」（1979年10月13日） - 与十
    - 第88話「燃やせ! 限りある命を!」（1979年11月24日） - 中西
    - 第96話「お城の狸をいぶり出せ!」（1980年1月19日） - 魚寅
    - 第99話「男、炎の土俵入り!」（1980年2月9日） - 磯貝
    - 第109話「天下晴れてのつまみ喰い」（1980年4月26日） - 小納戸役
    - 第120話「竹姫様涙のお輿入れ」（1980年7月12日）
    - 第125話「男の門出の燈篭流し」（1980年8月16日） - 細野
    - 第139話「口説いた相手が悪かった」（1980年11月29日） - 彦作
    - 第161話「笑って散った流転の女」（1981年5月23日） - 耺人
    - 第178話「土俵に賭けた舞扇」（1981年9月26日） - 岡っ引き
    - 第186話「男なみだの恋太鼓」（1981年11月21日） - 同心
    - 第197話「河豚より怖し小判鮫」（1982年2月13日） - 服部源内

  - 「暴れん坊将軍II」
    - 第36話「危機一髪! 皆殺し砦」（1983年11月19日） - 吉田
    - 第58話「泣いて馬謖の怨み節」（1984年4月28日） - 朝吉
    - 第70話「男は愛嬌 女はチカラで勝負する!」（1984年8月4日） - 藩士
    - 第72話「座布団の雨 上様初舞台!」（1984年8月18日） - 浪花屋清兵衛
    - 第88話「お上に怨みの逃がし屋稼業!」（1984年12月22日） - 役人
    - 第103話「一大事! 花嫁候補勢揃い!」（1985年4月20日） - 大村軍兵衛
    - 第131話「地獄の沙汰を待つ女!」（1985年12月7日） - 藩士
    - 第150話「おんな大学 新さん疑惑の夜働き!?」（1986年5月3日） - 同心
    - 第159話「暗殺計画、手引きは御生母!?」（1986年7月5日） - 陣内一平太
    - 第172話「十手無用の父娘鳥!」（1986年11月1日） - 弥吉
    - 第179話「夢かるた、師走の謎唄!」（1986年12月27日） - 刑部の配下

  - 「暴れん坊将軍III」
    - 第10話「逆転! 必死の王手飛車取り」（1988年3月12日） - 湊屋
    - 第19話「からくり盗っ人街道」（1988年5月21日） - 家老
    - 第23話「思わぬ遺産の目安箱」（1988年6月18日） - 勝又
    - 第30話「泣くな男だ! がまん坂」（1988年8月13日） - 商人
    - 第41話「お庭番を愛した女」（1988年11月26日） - 佐々木
    - 第57話「母恋いなみだ舟」（1989年4月15日） - 稲垣
    - 第76話「命を賭けた女子駅伝」（1989年9月2日） - 浪人
    - 第80話「夫婦そば危機一髪!」（1989年10月21日） - 倉田
    - 第89話「悪霊の城の花嫁」（1989年12月30日） - 村人
    - 第99話「花咲ける忠臣一代!」（1990年3月24日） - 諸侯
    - 第104話「死闘! 護持院ヶ原の果し状」（1990年5月12日） - 善之助
    - 第107話「誇り高き父!」（1990年6月2日） - 安藤帯刀
    - 第120話「密命! 江戸城を砲撃せよ!!」（1990年9月1日） - 森本三右衛門

  - 「暴れん坊将軍IV」
    - 第4話「裏切り者に涙あり!」（1991年5月4日） - 大友重兵衛
    - 第10話「天下御免のくいしん坊侍」（1991年6月15日） - 岡っ引き
    - 第19話「夢を撃った六連発!」（1991年8月17日） - 市川
    - 第22話「吉宗、熱き心で掟破り!」（1991年9月7日） - 矢沢
    - 第29話「女大学! 亭主を男にする法」（1991年10月26日） - 初老の武士
    - 第37話「才三覚悟! 黒髪の刺客」（1991年12月21日） - 西田
    - 第46話「男一匹! め組の紋次郎が燃えた!!」（1992年2月29日） - 同心
    - 第50話「血涙! 愛しき忠義」（1992年3月27日） - 御家人
    - 第57話「恋いちど! にごりえの女」（1992年5月16日） - 旦那
    - 第64話「父の敵は愛しの人!」（1992年7月4日） - 磯野武太夫
    - 第69話「陰謀あばいた饅頭姫!」（1992年8月15日） - 藩士

  - 「暴れん坊将軍V」
    - 第1話「大雪原の血煙り、吉宗を愛した復讐鬼!」（1993年4月3日）
    - 第4話「尼さんやくざが突っ走る!」（1993年4月24日） - 片倉采女
    - 第12話「二人妻の用心棒」（1993年6月26日） - 名代
    - 第20話「悪人志願の娘」（1993年9月11日） - 役人
    - 第29話「新さん負けるな! 大競馬」（1993年12月4日） - 今井
    - 第31話「空を飛んだ米相場」（1993年12月18日） - 市兵衛
    - 第41話「対決! みちのく恋風剣法」（1994年3月5日） - 桑山彦左衛門

  - 「暴れん坊将軍VI」
    - 第5話「頑張れ! 江戸っ子若君」（1994年11月26日） - 松本
    - 第16話「俺は天下の偽将軍」（1995年2月18日） - 北町与力
    - 第30話「北国に折鶴が飛んだ!」（1995年7月1日） - 重役
    - 第40話「吉宗、騙りを働く!?」（1995年10月21日） - 前田備前守
    - 第41話「陽気な刺客」（1995年10月28日） - 水野日向守
    - 第45話「涙を抱いた花乙女」（1995年11月25日） - 庄右衛門

  - 「暴れん坊将軍VII」
    - 第7話「愛妻騎馬奉行」（1996年9月7日） - 安藤肥後守
    - 最終話「いなせ新さん、世直し道中」（1997年1月25日） - 太兵衛

  - 「暴れん坊将軍VIII」
    - 第4話「妖しく光る銀かんざし、出合い茶屋の女」（1997年8月23日） - 老中
    - 第5話「汚された花嫁たち」（1997年8月30日） - 老中
    - 第16話「弟よ 江戸に来た姉の想い」（1998年1月24日） - 瀬戸十太夫
    - 第19話「妖しき占いの謎、グータラ夫に説教された吉宗」（1998年2月14日） - 老中内藤

  - 「暴れん坊将軍IX」
    - 第4話「哀れ! 身売り娘を生む参勤交代」（1998年11月28日） - 三宅多聞
    - 第7話「謀略! あやつり人形にこき使われた吉宗」（1999年1月16日） - 脇坂丹波守
    - 第25話「牢獄炎上! 暗闇に咲く地獄花」（1999年6月17日）- 幕閣
    - 第38話「天下取りの野望! 吉宗VS宗春 涙の対決」（1999年9月30日）- 庄助

  - 「暴れん坊将軍X」
    - 第1話「吉宗爆殺!! 都から来た美しき刺客」（2000年3月30日） - 本田長門守
    - 第4話「隠し子発覚! 陰謀に巻き込まれた女スリ」- 老中 土井
    - 第14話「女髪結い床繁盛記 元結に隠された密書」 - 播磨屋

  - 「暴れん坊将軍XI」
    - 第2話「め組から消えた少女」（2001年7月12日） - 荒木備後守
    - 第18話「吉宗、人生最悪の日!?」（2001年12月10日） - 村上肥後守
- 「風鈴捕物帳」第12話（1979年1月25日） - 瓦版屋
- 「赤穂浪士」
  - 第2話「刃傷 松の大廊下」（1979年4月23日）
  - 第3話「昼行燈と猫兵部」（1979年4月30日）
  - 第26話「山科の別れ」（1979年10月8日）
- 土曜ワイド劇場
  - 「吸血鬼ドラキュラ神戸に現わる」（1979年8月11日）
  - 「京舞妓殺人事件」（1980年3月29日） - プロデューサー・瀬戸山恒夫
  - 「死刑執行五分前」（1981年3月21日）
  - 「京都・天の橋立殺人事件」（1992年1月25日）
  - 「沢木麻沙子シリーズ」第4作（1995年4月1日）
  - 「燃えた花嫁」（1999年1月23日） - 山倉専務
  - 「狩矢父娘シリーズ」第8作（2007年4月7日） - 遠山基晴
- 「長七郎天下ご免!」
  - 第1話「日本晴れ大江戸囃子」（1979年10月25日） - 芳賀
  - 第7話「あきない札を喰った奴」（1979年12月6日）
  - 第11話「泣き笑いにせ者人生」（1980年1月17日） - 岸井
  - 第21話「初売り! 命を的のかわら版」（1980年3月27日）
  - 第31話「黄金の肌のたまご焼」（1980年6月5日） - 家臣
  - 第45話「誰がための花かんざし」（1980年9月25日） - 倉持
  - 第68話「返上! 偽りの上意討ち」（1981年4月16日） - 藩士
  - 第84話「風摩ひとり暁に死す」（1981年8月6日） - 船頭
  - 第97話「江戸しぐれ おかめの涙」（1981年11月19日） - 矢沢
  - 第110話「春一番、みちのくの男」（1982年3月4日） - 田坂
- 「柳生あばれ旅」
  - 第1話「天狗の子守唄 -品川-」（1980年10月14日）
  - 第10話「地獄屋敷の天使 -掛川-」（1980年12月16日）
  - 第15話「裏切者は女で殺せ -藤川-」（1981年1月20日）
- 「源九郎旅日記 葵の暴れん坊」
  - 第3話「港祭りの闇を斬れ!」（1982年5月22日） - 川井
  - 第20話「燃やせ玄海! 男の炎」（1982年9月25日） - 西条主馬
  - 第37話「孤剣に賭けた越後の女」（1983年1月29日） - 人足頭
- 「柳生十兵衛あばれ旅」
  - 第4話「天狗の弱みは美女だった」（1982年11月9日）
  - 第14話「燃える女の館」（1983年1月18日）
- 京都かるがも病院 第7話「手術を決意するとき」（1986年）
- 三匹が斬る!シリーズ
  - 「三匹が斬る!」第20話（1988年3月24日） - 沢木
  - 「続・三匹が斬る!」
    - 第2話「雇われの、三日亭主で剣難女難!」（1988年12月8日） - 役人
    - 第7話「黒髪の、尼に乞われて用心棒」（1989年1月26日） - 浪人
    - 第9話「連発銃、昨日の友は今日の敵」（1989年2月16日） - 川原の配下
    - 第11話「獅子舞の、童が聞いた子守唄」（1989年3月2日） - 役人
    - 第14話「人質の、母娘が送る流人舟」（1989年3月23日） - 戸田洋介

  - 「続続・三匹が斬る!」
    - 第1話「帰ってきた三匹! 九州路 取るは天下か はたまた夢か」（1990年1月4日）
    - 第9話「消えた花嫁、悪女が走る風の中!」（1990年3月8日） - 竜崎
    - 第13話「尼寺騒動、今日も怒りの桜島」（1990年5月3日） - 松浦

  - 「また又・三匹が斬る!」
    - 第4話「山陰道、女いのちの賞金稼ぎ」（1991年5月9日） - 鳥越藩主
    - 第5話「悪の華、散らせて見せます美保の関」（1991年5月16日） - 辰野
    - 第17話「首十両、日本一の韋駄天男」（1991年9月12日） - 今井兵九郎
    - 第19話「さすらいの 姫君悲し鬼街道」（1991年9月26日） - 代官

  - 「新・三匹が斬る!」
    - 第3話「消えた女房、砂金地獄に咲いた花」（1992年8月6日） - 役人
    - 第8話「密造酒、飲んで飲まれて大作戦」（1992年10月15日） - 役人
    - 第10話「首一つ、賭けてみちのく影武者哀歌」（1992年10月29日） - 景虎の用人
    - 第11話「女一匹! わたしゃ闇の逃がし屋稼業」（1992年11月19日） - 南部藩士
    - 第17話「母恋し、狐涙の妖怪変化!」（1993年1月21日） - 門番
    - 第21話「出雲崎、嘘を並べて唐丸破り」（1993年2月18日） - 結城屋手代

  - 「痛快・三匹が斬る!」第18話「千石どり、裸踊りも厭やせぬ」（1995年8月24日）
- 火曜スーパーワイド「舞妓さんは名探偵!」第1作（1988年10月18日）
- 「ご存知!旗本退屈男」
  - 第2作「薩摩に倒幕の謀反! 謎の南蛮船と能面武士の密書!!」（1988年12月29日）
  - 第4作「天下御免の巨悪斬り! 大江戸に史上最大の危機迫る 花に嵐か? 競艶三人の美女!」（1994年1月3日）
- 「子連れ狼 冥府魔道の刺客人 母恋し大五郎絶唱!」（1989年10月5日）
- 将軍家光忍び旅シリーズ
  - 「将軍家光忍び旅」（1990-91年）
    - 第8話「母恋い街道小さな目撃者」- 侍
    - 第12話「大井川、決死の関所破り!」- 大原
    - 第19話「家光が用心棒? 桑名の宿の仇討ち!」- 親戚の男

  - 「将軍家光忍び旅II」（1992-93年）
    - 第1話「暗雲ただよう中山道! 家光を狙う妖しい美女と謎の黒幕!」
    - 第9話「鳥居峠 葵の印籠を持った女」- 諏訪因幡守
    - 第14話「名馬危うし! 望月牧場の黒い罠」- 家老
    - 第18話「お家騒動、高崎だるまに誓う愛」
- 「新吾十番勝負」（1990年1月3日）
- 「御影同心 鬼っ子侍」（1991年4月7日）
- 「戦国最後の勝利者!徳川家康」（1992年1月3日）
- 「独眼竜の野望 伊達政宗」（1993年1月3日）
- 「桃太郎侍」第2作（1993年4月1日）
- 「殿さま風来坊隠れ旅」第17話（1994年9月3日） - 松平定邦
- 「将軍の隠密!影十八」
  - 第12話「妻殺し・呪われた逃亡者」（1996年5月11日） - 牢役人
  - 第15話「ワル・親のない子と子のない母と」（1996年6月1日） - 辰巳屋清左衛門
- 「大江戸弁護人・走る! 」− 梶原主膳 役
- 「快刀!夢一座七変化」第2話（1996年10月24日）
- 「次郎長三国志 勢揃い二十八人衆喧嘩旅!」（1998年1月3日）
- 京都迷宮案内シリーズ
  - 「京都迷宮案内 第1シリーズ」第3話（1999年1月28日）
  - 「京都迷宮案内 第2シリーズ」第4話（2000年2月10日）
  - 「京都迷宮案内 第3シリーズ」第15話（2001年5月24日）
  - 「京都迷宮案内 第8シリーズ」第7話（2006年2月23日）
  - 「京都迷宮案内 第10シリーズ」最終話（2008年3月6日）
- 「痛快!三匹のご隠居」第4話（1999年11月11日）
- 科捜研の女シリーズ
  - 「科捜研の女 Season1」第2話（1999年10月28日）
  - 「科捜研の女 Season4」最終話（2002年9月19日） - 芦原壮介
  - 「科捜研の女 Season5」最終話（2004年6月10日）
- 八丁堀の七人シリーズ
  - 「八丁堀の七人 第1シリーズ」第1話・第3話（2000年1月13日・1月27日）
  - 「八丁堀の七人 第3シリーズ」第2話（2002年1月14日）
  - 「八丁堀の七人 第4シリーズ」第6話・最終話（2003年2月10日・3月10日） - 本田壱岐守
  - 「八丁堀の七人 第5シリーズ」第3話・第4話（2004年1月19日・1月26日）
  - 「八丁堀の七人 第6シリーズ」第1話・第2話（2005年1月10日・1月17日）
- 「熱血!周作がゆく」第4話（2000年11月9日）
- 「天罰屋くれない 闇の始末帖」第3話（2003年5月5日）
- おみやさんシリーズ
  - 「おみやさん 第2シリーズ」第4話（2003年5月8日）
  - 「おみやさん 第3シリーズ」第5話（2004年7月22日） - 藤堂
  - 「おみやさん 第4シリーズ」第3話（2005年5月5日）
  - 「おみやさん 第6シリーズ」第12話（2009年2月19日） - 牧村成一
- 「あかね空」（2003年9月15日）
- 「子連れ狼 第三部」第3話（2004年7月19日）
- 「世直し順庵!人情剣」第1話（2005年10月17日）
- 「女刑事みずき〜京都洛西署物語〜 1st SEASON」第3話（2005年11月3日）
- 「名奉行! 大岡越前 第2シリーズ」第6話（2006年6月13日）
- 「新・桃太郎侍」第3話（2006年8月8日）
- 「八州廻り桑山十兵衛〜捕物控ぶらり旅」第4話（2007年5月29日）
- 「素浪人 月影兵庫」第2話（2007年7月24日）

#### テレビ東京
- 「新 木枯し紋次郎」第12話（1977年12月21日）
- 「疾風同心」第2話（1978年9月27日）
- 「悪党狩り」
  - 第3話「嵐の中の母子草」（1980年10月22日） - 利助
  - 第7話「仁義に生きた犬」（1980年11月19日） - 辰蔵
  - 第12話「妻恋い侠客道」（1980年12月24日）
- 「眠狂四郎無頼控」第12話（1983年6月22日）
- 12時間超ワイドドラマ → 新春ワイド時代劇
  - 「風雲江戸城 怒涛の将軍徳川家光」（1987年1月2日） - 大谷吉継
  - 「宮本武蔵」（1990年1月2日） - 黒田長政
  - 「織田信長」（1994年1月2日） - 朝比奈泰能
  - 「家康が最も恐れた男 真田幸村」（1998年1月2日）
  - 「赤穂浪士」（1999年1月2日） - 田村右京大夫
  - 「国盗り物語」（2005年1月2日）
- あばれ八州御用旅シリーズ
  - 「あばれ八州御用旅 第1シリーズ」
    - 第2話「非情・黒田槍」（1990年4月20日） - 奉行所侍
    - 第4話「巨悪の罠! 消えた隠し金山を探れ!!」（1990年5月4日）

  - 「あばれ八州御用旅 第2シリーズ」
    - 第7話「上州からっ風怨み風」（1991年5月31日） - 森山
    - 第15話「女三度笠 涙の迷子札」（1991年7月26日）
    - 最終話「凄絶! 新兵衛死す」（1991年9月27日） - 加助

  - 「あばれ八州御用旅 第3シリーズ」第3話（1992年7月31日）
  - 「あばれ八州御用旅 第4シリーズ」第10話（1994年6月10日）
- 「あばれ医者嵐山」最終話（1995年12月25日） - 治助
- 「密命 寒月霞斬り」第2話（2008年4月25日） - 剣術師範・綾川辰信
- 「主水之助七番勝負〜徳川風雲録外伝〜」第6話（2008年12月1日）

### 特撮
- 「仮面の忍者 赤影」（フジテレビ）
  - 第1話「怪物蟇法師」（1967年4月5日） - 乱波
  - 第2話「甲賀の悪童子」 - 第4話「怪奇忍び屋敷」（1967年4月12日 - 4月26日） - 傀儡甚内
  - 第37話「怪忍獣ジャコー」・第39話「六大怪獣大逆襲」（1967年12月13日・1968年1月3日） - ましらの甚内
  - 第44話「顔のない忍者」（1968年1月31日） - 闇の黒蔵
- 「白獅子仮面」（日本テレビ）
  - 第6話「妖怪牝狐参上」（1973年5月9日） - 仙造
  - 第12話「怪人ヨロイ武者」（1973年6月20日） - 質屋の番頭
- 「宇宙からのメッセージ・銀河大戦」（テレビ朝日）
  - 第3話「地球の美しき使者」（1978年7月22日）
  - 第17話「黄金の吸血姫」（1978年11月18日）
  - 第21話「異次元の怪物」（1978年12月16日）
  - 第24話「大彗星ザタン出現」（1979年1月6日）

### バラエティ
- 「ウッチャンナンチャンのやるならやらねば!」『名奉行?遠山の金さん・これにて一件落着!!』（フジテレビ） - 遠山景元
- 「超大型歴史アカデミー ニッポン人が好きな100人の偉人・天才編」（2007年1月5日、日本テレビ） - 豊臣秀吉

## その他
- 日曜エンターテインメント「濃姫」第2作（2013年6月23日、テレビ朝日） - 所作指導